# Міллард Гармон
Міллард Філлімор Гармон Молодший (англ. Millard Fillmore Harmon Jr.; 19 січня 1888, Форт-Мейсон, Каліфорнія — 26 лютого 1945, Маршаллові Острови) — американський військовий діяч Військово-повітряних сил армії США. Генерал-лейтенант з січня 1942 року.

## Життєпис
Міллард Гармон народився у 1888 році в Форт-Мейсон, штат Каліфорнія. Походив з родини військових, його батько був полковником. Гармон закінчив у 1912 році Військову академію у Вест-Пойнті. У 1914 році йому був направлений до Філіппін, для проходження служби. Міллард Гармон 1916 році був переведений до корпус зв'язку. У 1923 році закінчив Командний і штабний коледжі. Навчався у Армійському військовому коледжі, який закінчив у 1925 році.

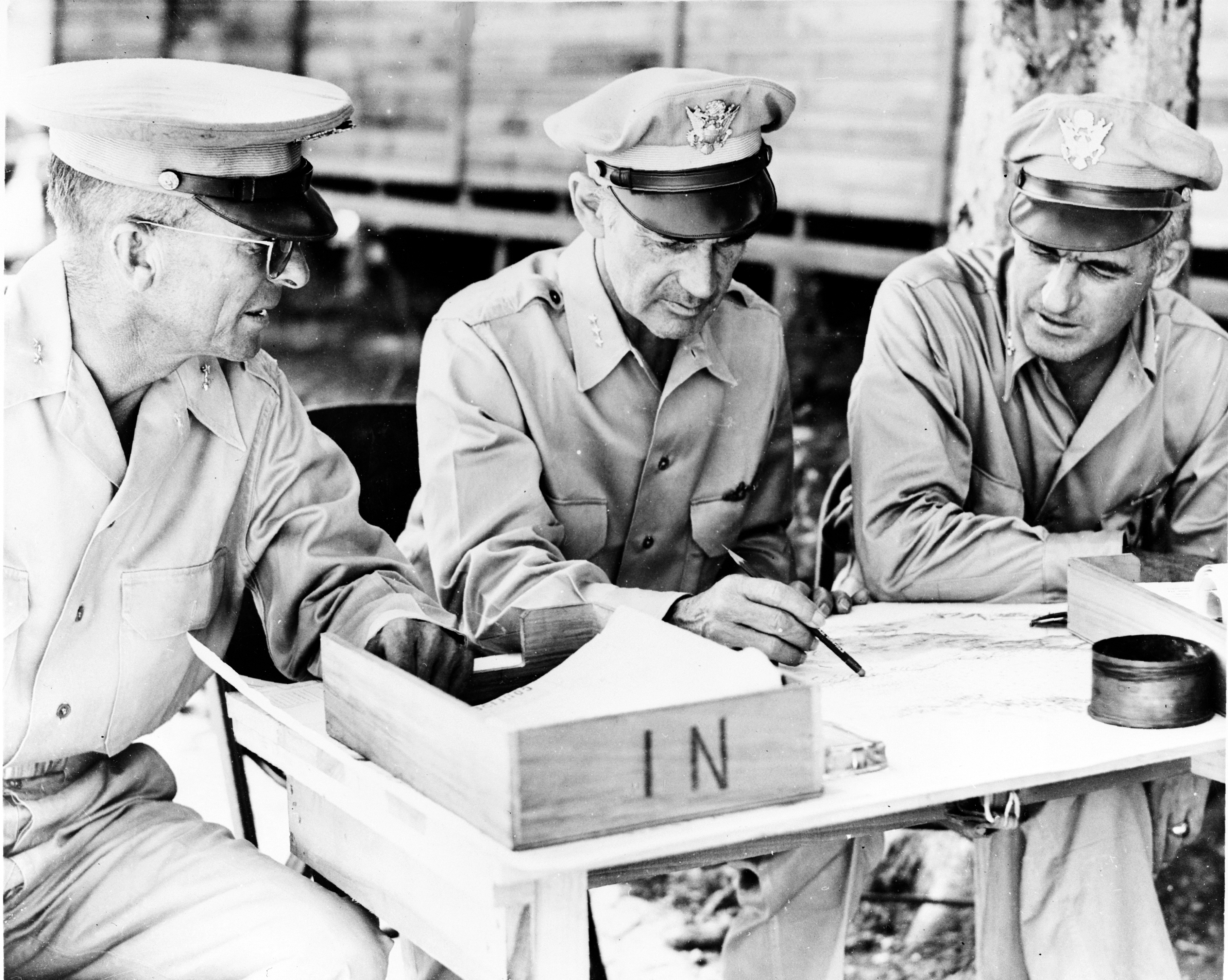

Під час Першої світової війни Гармон отримав льотну підготовку і воював у складі французьких авіаційних частин. У 1927—1930 роках Міллард Гармон був начальником Льотної школи. У 1932—1936 роках Міллард Гармон командир 20-ї парашутної групи. З 1938 року помічник начальника тактичної школи ВПС. Перед війною Міллард Гармон був військовим радником у складі місії Аверелла Гаррімана у Великій Британії.
У липні 1941 — січні 1942 — командував 2-м авіаційним з'єднанням. З січня 1942 року — начальник штабу ВПС США. Гармон з червня 1942 року — командувач військами США в Південній частині Тихого океану.
Учасник битви за Гуадалканал, під час якої він був заступником адмірала Вільяма Холсі. Керував боями на Новій Джорджії. У серпні 1944 року Гармон призначений командувачем ВПС США на Тихому океані і заступником командувача 20-м з'єднанням ВПС. Запровадив практику польотів бомбардувальників на малих висотах (що збільшувало точність бомбометання).
Міллард Гармон зник безвісти у 1945 році. Літак, на якому перебував Гармон під час звичайного польоту на Гаваї, не повернувся на базу. Міллард Гармон був оголошений мертвим 25 лютого 1946, через рік після зникнення.

## Звання
- 8.01.1935 — Підполковник;
- 4.01.1937 — Полковник;
- 10.01.1940 — Бригадний генерал;
- 7.11.1941 — Генерал-майор;
- 5.01.1942 — Генерал-лейтенант.